# Oranjegracht
De Oranjegracht is een gracht en straat in de Nederlandse stad Leiden, provincie Zuid-Holland. De gracht ligt tussen de Zuidsingel in het noorden en de Nieuwe Rijn in het zuiden. Parallel aan de Oranjegracht loopt in het westen de Herengracht en in het oosten de Waardgracht.

## Geschiedenis
In de jaren zeventig en tachtig van de 20e eeuw werden in het kader van de stadsvernieuwing langs de Oranjegracht oude pandjes afgebroken om plaats te maken voor nieuwbouwwoningen. Een viertal oude wevershuisjes werd gerestaureerd.
In 2008 werd een grote renovatie in de wijk afgerond. Deze grootschalige renovatie was het resultaat van een langdurig proces dat eind jaren negentig startte en dat aanvankelijk uitging van sloop.

## Bruggen
Er zijn tegenwoordig vier bruggen over de Oranjegracht, alle gebouwd in de jaren '80. Drie van de vier zijn genoemd naar de familie Oranje-Nassau. De eerste bruggen over de gracht werden halverwege de 17e eeuw aangelegd. De bruggen van noord naar zuid zijn:
- Mecklenburgerbrug
- Katoenbrug
- Nassaubrug
- Oranjebrug

## Fotogalerij

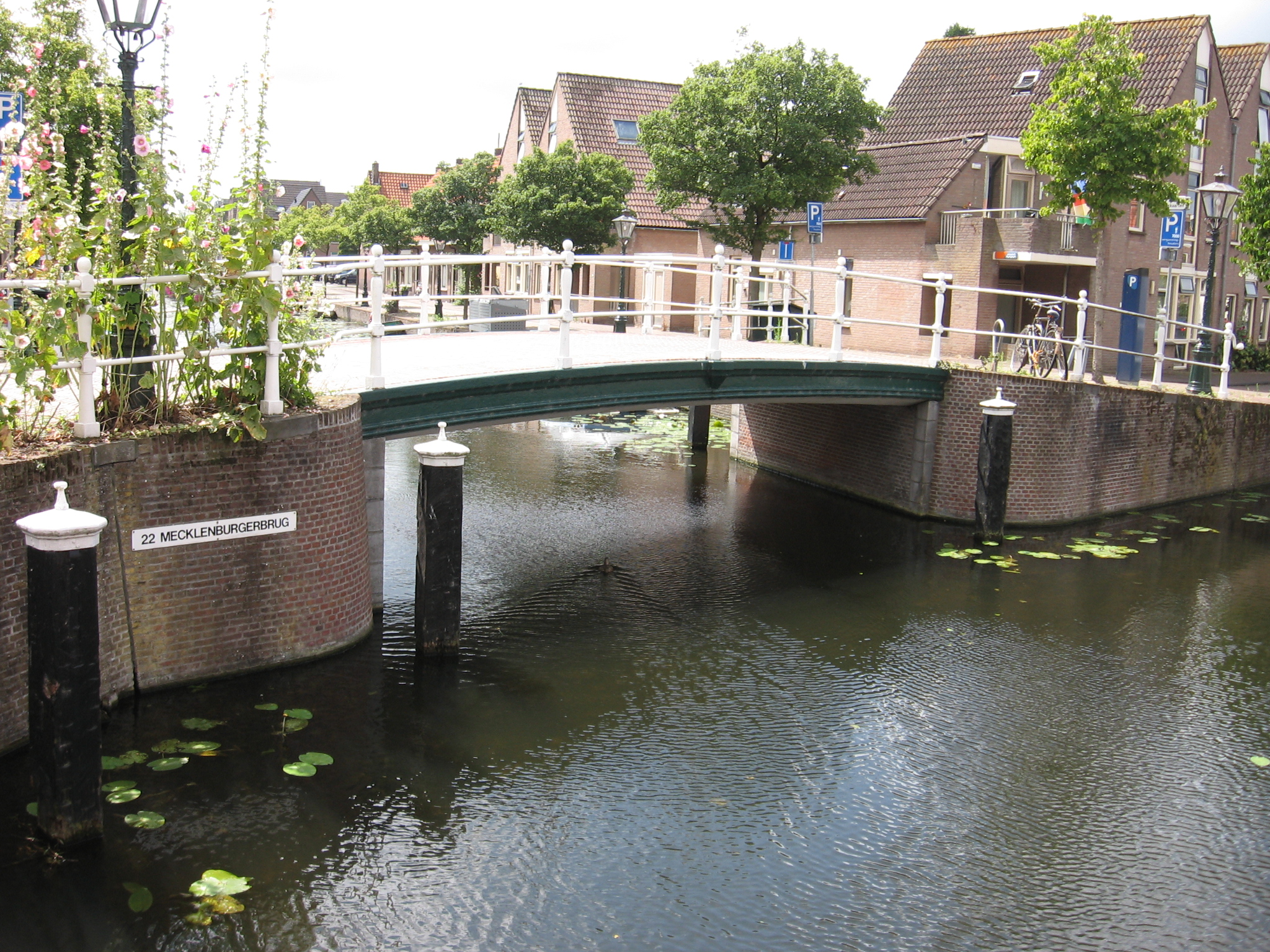
Mecklenburgerbrug
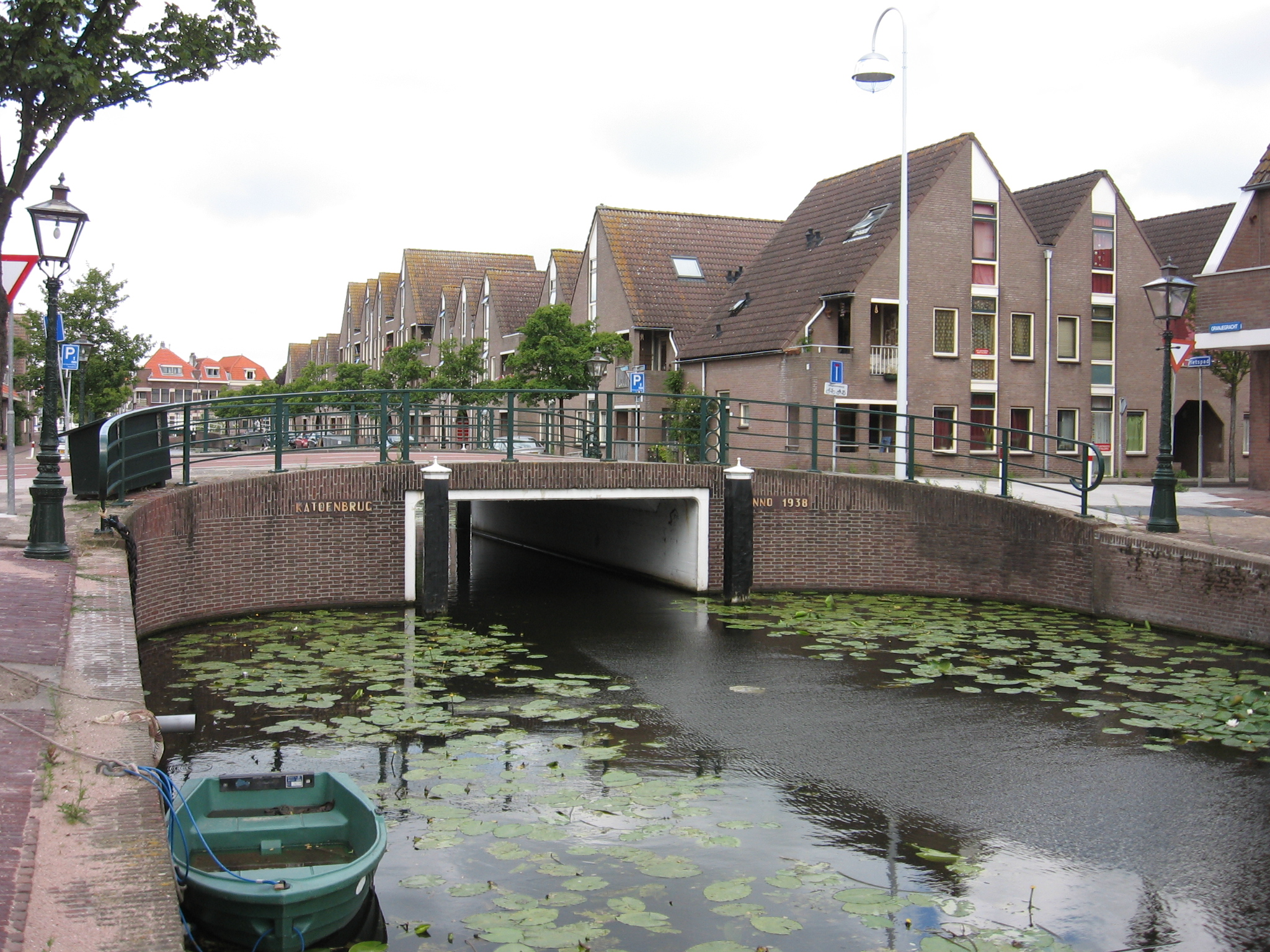
Katoenbrug
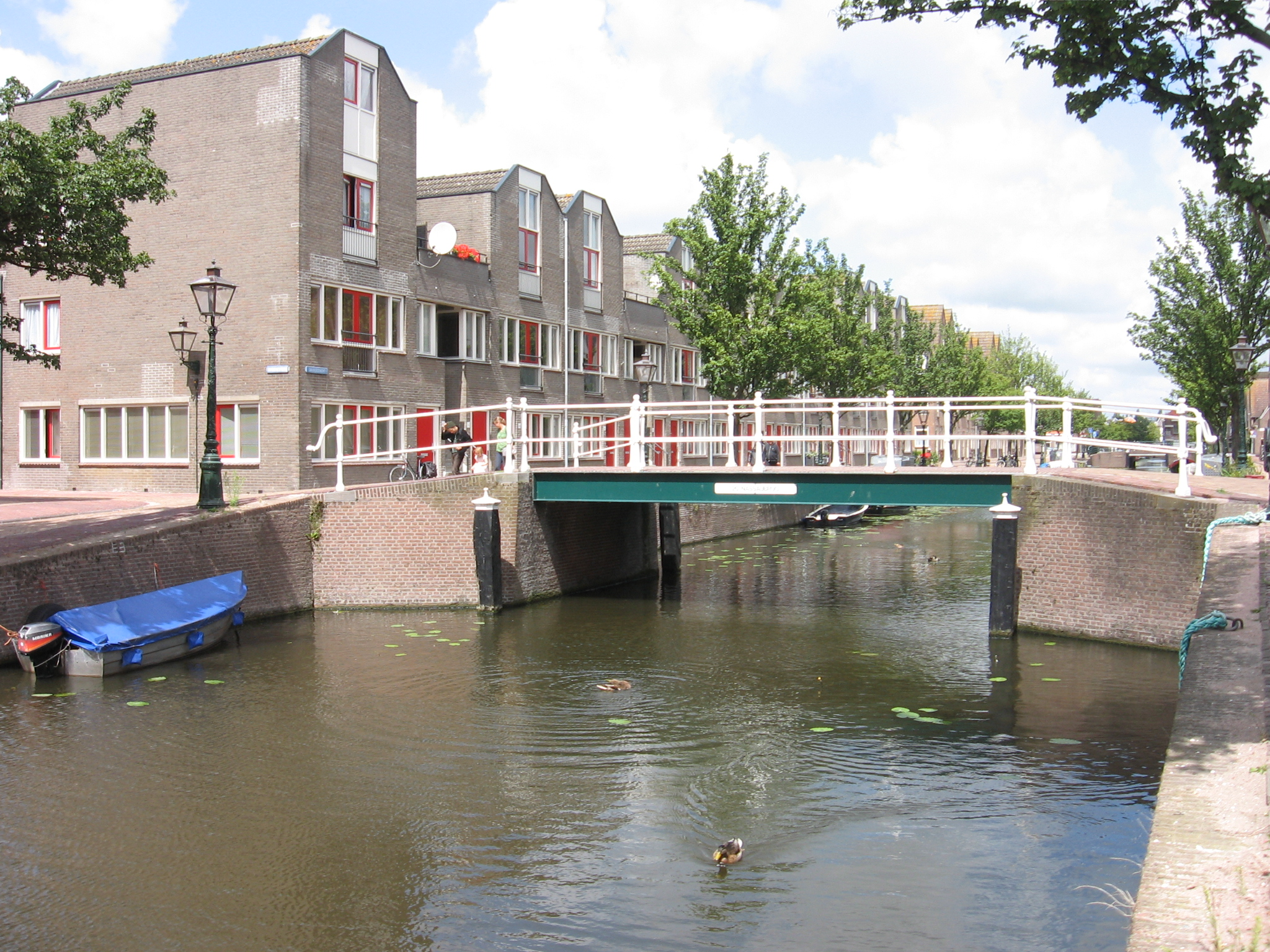
Nassaubrug
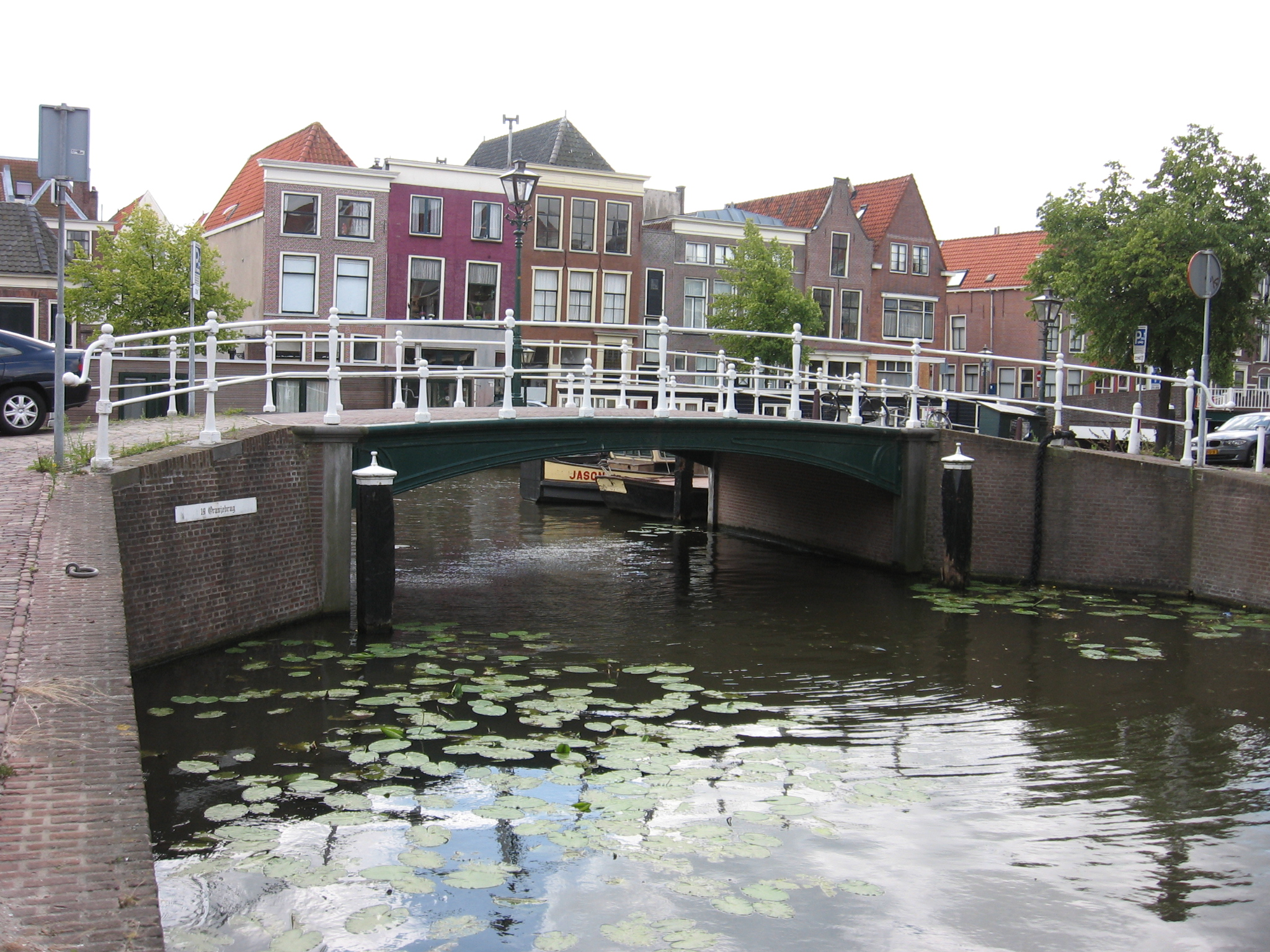
Oranjebrug

In de binnenstad:

Aeldisbrug ·
Alkemadebrug ·
Asschuurbrug ·
Blauwpoortsbrug ·
Blekersbrug ·
Bostelbrug ·
Catharinabrug ·
Derde Waardbrug ·
Doelenbrug ·
Doelengrachtsbrug ·
Doelenpoortsbrug ·
Dullebrug ·
Franciskanerbrug ·
Gansoordbrug ·
Gepekte Brug ·
Groenebrug ·
Groenhazenbrug ·
Grofsmederijbrug ·
Grote Havenbrug ·
Hapynionbrug ·
Helarbrug ·
Herenbrug ·
Herenpoortsbrug ·
Hogewoerdsbrug ·
Hoogeveensbrug ·
Huigbrug ·
Hulpwerfbrug ·
Jan van Houtbrug ·
Jan Vossenbrug ·
Karnemelksbrug ·
Katoenbrug ·
Kazernebrug ·
Kerkbrug ·
Kerkpleinbrug ·
Kippenbrug ·
Kleine Havenbrug ·
Kleine Paterbrug ·
Koepoortsbrug ·
Koornbrug ·
Koningsbrug ·
Kraaierbrug ·
Laatste Brug ·
Lijsbethbrug ·
Looiersbrug ·
Lourisbrug ·
Loviumbrug ·
Marebrug ·
Marepoortsbrug ·
Mecklenburgerbrug ·
Minnebroersbrug ·
Molensteegbrug ·
Morspoortbrug ·
Nassaubrug ·
Neksluisbrug ·
Nieuwsteegbrug ·
Nonnenbrug ·
Noordeindsbrug ·
Noord-Kijfbrug ·
Oranjebrug ·
Paterbrug ·
Pauwbrug ·
Poppebrug ·
Rembrandtbrug ·
Reuvensbrug ·
Rijnbrug ·
Rijnsburgerbrug ·
Scheluwbrug ·
Singelbrug ·
Sint Jansbrug ·
Sint Jeroensbrug ·
Sint Sebastiaansbrug ·
Stadsmolensluis ·
Tapijtkloppersbrug ·
Trekvaartbrug ·
Turfmarktsbrug ·
Tweede Waardbrug ·
Utrechtse Brug ·
Valkbrug ·
Van Disselbrug ·
Verversbrug ·
Vierde Waardbrug ·
Visbrug ·
Vlietbrug ·
Vreewijkbrug ·
Warmonderbrug ·
Weverbrug · 
Wijnbrug ·
Wisenniabrug ·
Wittepoortsbrug ·
Zijlpoortsbrug ·
Zuid-Kijfbrug ·
Zuidsingelbrug
Overige bruggen:

Groenhovenbrug ·
Haagbrug ·
Haagsche Schouwbrug ·
Hoflandbrug ·
Hooghkamerbrug ·
Jaagbrug ·
Jan van Goyenbrug ·
Julius Caesarbrug ·
Kanaalbrug · 
Lammebrug ·
Oud-Hortuszichtbrug ·
Trekvlietbrug ·
Schrijversbrug ·
Spanjaardsbrug ·
Spoorbrug RSK ·
Spoorbrug De Vink ·
Staatsspoorbrug ·
Stevensbrug ·
Stevenshofbrug ·
Sumatrabrug ·
Waddingerbrug ·
Wilhelminabrug ·
Wouterenbrug ·
Zijlbrug